# Synagoga Cori Gilod we Lwowie
Synagoga Cori Gilod we Lwowie – synagoga znajdująca się we Lwowie przy ulicy Braci Michnowskich 4, dawniej zwanej Króla Leszczyńskiego.
Jest obecnie jedyną czynną przedwojenną synagogą we Lwowie, jak i całym obwodzie lwowskim. Jest również jedną z dwóch wolno stojących bożnic w mieście, które przetrwały II wojnę światową.

## Historia
Synagoga została zbudowana w 1924 roku według planów architekta Alberta Kornbluta. Fundusze na budowę wyłożyło towarzystwo dobroczynne Cori Gilod. Podczas II wojny światowej, po wkroczeniu wojsk niemieckich do Lwowa w 1941 roku, synagoga została zdewastowana. Przez wiele lat po zakończeniu wojny była wykorzystywana jako magazyn. W 1989 roku została zwrócona lwowskiej gminie żydowskiej i ponownie dostosowana do funkcji kultowych. W latach 1995–1997 i 1999–2000 została gruntownie wyremontowana.
Synagoga jest obecnie jedyną bożnicą żydowską we Lwowie, w której regularnie odbywają się nabożeństwa. Rabinem synagogi jest chasyd z Karlin-Stolin, Mordechaj Szlomo Bold, więc wspólnota religijna stała się znana jako „Beit Aaron we Israel” – „Dom Aarona i Israela”, jak nazywany przez wielu instytucji chasidów Karlin. We wnętrzu synagogi, na suficie i ścianach: wschodniej, północnej i południowej zachowały się oryginalne malowidła naścienne.